# ITコミュニケーションズ
株式会社ITコミュニケーションズ（アイティコミュニケーションズ）は、インタラクティブ分野を得意とした広告代理店。2007年に日本経済広告社（ADEX）のITコミュニケーション局から分社化。
SEM・インターネット広告のコンサルティング、Webサイト構築・分析、セールスプロモーションの企画・運営などが主な業務である。その他、リードナーチャリングサポートツール「シナプス」の開発・販売を行っている。

## 会社概要
- 社 名: 株式会社ITコミュニケーションズ
- 所在地: 東京都千代田区神田錦町3-20 錦町トラッドスクエア 7階
- 設 立: 2007年4月
- 資本金: 6,000万円
- 主要株主: （株）日本経済広告社
- 代 表: 池田 俊幸（代表取締役社長）

※「株式会社ITコミュニケーションズ(東京都千代田区神田錦町)は日本経済広告社グループの総合広告代理店。支社・営業所はなく、北海道・岩手・福岡等の同社名の企業とは無関係。